# Diócesis de Kisantu
La diócesis de Kisantu (en latín: Dioecesis Kisantuensis y en francés: Diocèse de Kisantu) es una circunscripción eclesiástica de la Iglesia católica en la República Democrática del Congo. Se trata de una diócesis latina, sufragánea de la arquidiócesis de Kinsasa. Desde el 11 de junio de 2022 su obispo es Jean-Crispin Kimbeni Ki Kanda.

## Territorio y organización
La diócesis tiene 31 000 km² y extiende su jurisdicción sobre los fieles católicos de rito latino residentes en la parte oriental de la provincia de Congo Central y comprende los territorios de Madimba y Kimvula, parte del de Kasangulu, y una parte de la comuna de Mont-Ngafula en la ciudad-provincia de Kinsasa.
La sede de la diócesis se encuentra en la ciudad de Kisantu, en donde se halla la Catedral de Nuestra Señora de los Dolores.
En 2021 en la diócesis existían 35 parroquias.

## Historia
El vicariato apostólico de Kisantu fue erigido el 1 de abril de 1931 con el breve Expostularunt del papa Pío XI, obteniendo el territorio del vicariato apostólico de Koango (hoy diócesis de Kikwit).
El 28 de enero de 1935 se amplió incorporando una parte del territorio que pertenecía al vicariato apostólico de Koango mediante el decreto Ad maiora.
El 24 de mayo de 1950 cedió una pequeña porción de territorio al vicariato apostólico de Léopoldville (hoy arquidiócesis de Kinsasa) mediante el decreto Cum ob territorii.
El 5 de julio de 1957 cedió otra parte de su territorio para la erección de la prefectura apostólica de Kenge (hoy diócesis de Kenge) mediante la bula Illa spei del papa Pío XII.
El 10 de noviembre de 1959 el vicariato apostólico fue elevado a diócesis con la bula Cum parvulum del papa Juan XXIII.
El 24 de junio de 1961 cedió otra porción de territorio para la erección de la diócesis de Popokabaka mediante la bula Quod Sacrum del papa Juan XXIII.

## Estadísticas
Según el Anuario Pontificio 2022 la diócesis tenía a fines de 2021 un total de 1 051 720 fieles bautizados.
| Año                                                                             | Población            | Población | Población      | Sacerdotes | Sacerdotes    | Sacerdotes    | Bautizados por sacerdote | Diáconos permanentes | Religiosos | Religiosos | Parroquias |
| Año                                                                             | Bautizados católicos | Total     | % de católicos | Total      | Clero secular | Clero regular | Bautizados por sacerdote | Diáconos permanentes | Varones    | Mujeres    | Parroquias |
| ------------------------------------------------------------------------------- | -------------------- | --------- | -------------- | ---------- | ------------- | ------------- | ------------------------ | -------------------- | ---------- | ---------- | ---------- |
| 1950                                                                            | 183 000              | 440 000   | 41.6           | 34         | 34            |               | 5382                     |                      | 22         | 10         |            |
| 1970                                                                            | 238 654              | 365 847   | 65.2           | 107        | 46            | 61            | 2230                     |                      | 128        | 231        | 95         |
| 1980                                                                            | 304 728              | 433 532   | 70.3           | 79         | 42            | 37            | 3857                     |                      | 93         | 216        | 21         |
| 1990                                                                            | 473 213              | 572 136   | 82.7           | 122        | 67            | 55            | 3878                     |                      | 209        | 297        | 24         |
| 1999                                                                            | 600 000              | 800 000   | 75.0           | 129        | 89            | 40            | 4651                     |                      | 561        | 285        | 23         |
| 2000                                                                            | 650 000              | 900 000   | 72.2           | 132        | 94            | 38            | 4924                     |                      | 580        | 305        | 23         |
| 2001                                                                            | 650 000              | 900 000   | 72.2           | 132        | 96            | 36            | 4924                     |                      | 353        | 319        | 24         |
| 2002                                                                            | 650 000              | 900 000   | 72.2           | 118        | 97            | 21            | 5508                     |                      | 416        | 300        | 24         |
| 2003                                                                            | 600 000              | 900 000   | 66.7           | 142        | 95            | 47            | 4225                     |                      | 235        | 695        | 25         |
| 2004                                                                            | 601 000              | 900 500   | 66.7           | 149        | 100           | 49            | 4033                     |                      | 190        | 706        | 25         |
| 2006                                                                            | 650 000              | 950 600   | 68.4           | 159        | 106           | 53            | 4088                     |                      | 325        | 293        | 25         |
| 2013                                                                            | 830 000              | 1 080 000 | 76.9           | 167        | 111           | 56            | 4970                     |                      | 344        | 303        | 29         |
| 2016                                                                            | 898 472              | 1 168 836 | 76.9           | 182        | 124           | 54            | 4936                     |                      | 372        | 304        | 31         |
| 2019                                                                            | 687 510              | 1 284 675 | 53.5           | 196        | 123           | 73            | 3507                     |                      | 232        | 197        | 34         |
| 2021                                                                            | 1 051 720            | 1 368 200 | 76.9           | 236        | 123           | 113           | 4456                     |                      | 303        | 450        | 35         |
| Fuente: Catholic-Hierarchy, que a su vez toma los datos del Anuario Pontificio. |                      |           |                |            |               |               |                          |                      |            |            |            |

## Episcopologio
- Alphonsus Verwimp, S.I. † (2 de julio de 1931-27 de octubre de 1960 renunció[nota 1])
- Pierre Kimbondo † (24 de junio de 1961-27 de abril de 1973 renunció)
- Antoine Mayala ma Mpangu † (27 de abril de 1973 por sucesión-31 de marzo de 1993 falleció)
- Fidèle Nsielele Zi Mputu (10 de junio de 1994-21 de noviembre de 2020 renunció)[nota 2]
- Jean-Crispin Kimbeni Ki Kanda, desde el 11 de junio de 2022